# Nersia serena
Nersia serena är en insektsart som först beskrevs av Stsl 1866.  Nersia serena ingår i släktet Nersia och familjen Dictyopharidae. Inga underarter finns listade i Catalogue of Life.